# Noci
Noci község (comune) Olaszország Puglia régiójában, Bari megyében.

## Fekvése
Baritól délkeletre, a Murgia-fennsíkon fekszik.

## Története
A település alapítása 565-re tehető, amikor Justinianus bizánci császár elrendelte egy erőd megépítését ezen a vidéként. A kis település Castellum Nucum néven volt ismert. A következő századokban hűbéri birtok volt, majd miután 1806-ban a Nápolyi Királyságban felszámolták a feudalizmust, önálló községgé vált.

## Népessége
A népesség számának alakulása

## Főbb látnivalói
- Barsento-apátság – a 6. században alapították
- Kapucinusok-temploma
- Madonna della Croce-templom